# Martha Kuntze
Martha Sophie Kuntze (* 30. Juli 1849 auf Rittergut Heinrichsdorf bei Kiaulkehmen, Kreis Gumbinnen, Ostpreußen; † 22. September 1929) war eine deutsche Bildnis- und Stilllebenmalerin.

## Leben und Wirken
Kuntze wurde als Tochter des Landschaftsrats in Preußisch Litauen Bernhard Kuntze (1814–1899) auf dem elterlichen Rittergut Heinrichsdorf geboren. Sie besuchte die Königlich Preußische Akademie der Künste in Berlin und lernte hier bei Carl Steffeck und Karl Gussow. 1879 wechselte sie mit ihrer Studienfreundin Sophie Stamer-Seelig nach Paris und nahm Unterricht bei Émile Auguste Carolus-Duran und Jean-Jacques Henner. 1883 ging sie schließlich nach Italien, traf sich erneut mit Stamer-Seelig und bildete sich in Florenz, Rom und Süditalien fort.
Nach ihrer Ausbildung malte sie Bildnisse und Stillleben in Berlin, Moskau und Hamburg, bevor sie wieder nach Ostpreußen zurückkehrte.
Im Jahr 1896 besuchte sie die Villa des Malers Christian Wilhelm Allers auf der Insel Capri.

## Ausstellungen
- Akademische Ausstellung in Berlin 1881, 1884, 1888, 1890
- Internationale Ausstellung des Hamburger Kunstvereins 1895[3]